# 서울 강남구의 마천루 목록
대한민국 서울특별시 강남구의 마천루 목록이다. 서울특별시 강남구에서 가장 높은 마천루는 삼성 타워팰리스 3차(69층, 264m)이며 서울특별시 강남구에서 가장 높은 아파트다. 삼성 타워팰리스 3차(69층, 264m)가 완공되기 전 시절인 2001년까지 트레이드 타워(54층, 229m)가 가장 높았고 2002년에는 타워 팰리스 1차 B동(65층, 234m)가 가장 높았다. 대한민국의 「초고층 및 지하연계 복합건축물 재난관리에 관한 특별법」에 따르면 '초고층 건축물' 이란 층수가 50층 이상 또는 높이가 200m 이상인 건축물을 말한다.
주요 마천루들이 있는데 높은 업무용 빌딩은 1988년에 완공된 트레이드 타워(54층, 229m), 1995년에 완공된 포스코센터(31층, 151m), 1999년에 완공된 GS타워(38층, 173m), 2000년에 완공된 아셈 타워(41층, 176m), 2001년에 완공된 강남 파이낸스 센터(45층, 206m) 등이 있다. 주요 호텔은 1989년에 완공된 그랜드 인터컨티넨탈 서울(34층, 111m), 1999년에 완공된 인터컨티넨탈 서울 코엑스(30층, 112m), 2000년에 완공된 오크우드 프리미어 코엑스센터(26층, 118m) 등이 있다. 높은 아파트는 삼성 타워팰리스다. 구성하면 2002년에 완공된 타워팰리스 1차 A동(59층, 209m), 타워팰리스 1차 B동(65층, 234m), 타워팰리스 1차 C동(59층, 209m), 타워팰리스 1차 D동(42층, 153m), 2003년에 완공된 타워팰리스 2차 E동, F동(55층, 199m), 2004년에 완공된 삼성 타워팰리스 3차 G동(69층, 264m)이다.
공사중인 마천루가 있는데 건설이 시작된 후 공사중이다. 트레이드 타워(54층, 229m), 삼성 타워팰리스가 이미 완공되어 있다. 글로벌비즈니스센터(55층, 242m)를 완공할 계획이 있는데 건설 과정에서 한국전력공사 강남 지사를 철거하고 공사가 시작되었다. 공사가 중단된 후 건설 계획을 변경하려고 한다. 조감도가 변경되면 공사하고 완공할 가능성이 높다. 그 빌딩 주변에 호텔이 들어선다고 하는데 현대차 컨벤션 호텔(55층, 242m)일 가능성이 높다. 완공되면 해비치호텔이 들어설 가능성이 높다. 해비치호텔앤리조트가 관리할 것으로 관측된다. 그 외에도 100m 이상 마천루들이 들어서고 있다.

## 역사
20세기 강남구에서 마천루가 지어질 계획이 있다. 강남구에서 가장 높은 마천루인 트레이드 타워(54층, 229m)는 1984년에 착공하여 1988년에 완공하였다. 그리고 2002년 강남구에서 가장 높은 아파트인 타워 팰리스 1차 B동(65층, 234m)가 완공되고 2004년 삼성 타워팰리스 3차(69층, 264m)가 완공되었다. 완공 당시에는 타워 팰리스 1차 B동(65층, 234m)를 제치고 가장 높은 마천루가 되었다.

## 마천루 순위
본 목록은 완공이 되었거나 상량식을 끝낸 100m 이상의 마천루이다.
| 순위 | 이름                            | 사진 | 위치   | 높이 | 층수 | 완공 연도 | 비고 |
| ---- | ------------------------------- | ---- | ------ | ---- | ---- | --------- | --- |
| 1    | 삼성 타워팰리스 3차 G동         |      | 도곡동 | 264m | 69층 | 2004년    | 63빌딩보다 높은 삼성 타워팰리스 3차가 2004년에 완공되어 서울특별시 강남구에서 가장 높은 마천루가 되었다. |
| 2    | 삼성 타워팰리스 1차 B동         |      | 도곡동 | 234m | 65층 | 2002년    | [ 4 ] [ 5 ] [ 6 ]                                                                                        |
| 3    | 트레이드 타워                   |      | 삼성동 | 229m | 54층 | 1988년    | [ 7 ] [ 8 ] [ 9 ]                                                                                        |
| 4=   | 삼성 타워팰리스 1차 C동         |      | 도곡동 | 209m | 59층 | 2002년    | [ 10 ] [ 11 ] [ 12 ]                                                                                     |
| 4=   | 삼성 타워팰리스 1차 A동         |      | 도곡동 | 209m | 59층 | 2002년    | [ 13 ] [ 14 ] [ 15 ]                                                                                     |
| 6    | 강남 파이낸스 센터              |      | 역삼동 | 206m | 45층 | 2001년    | [ 16 ] [ 17 ] [ 18 ]                                                                                     |
| 7    | 삼성동 아이파크 타워 사우스윙동 |      | 삼성동 | 199m | 46층 | 2004년    | [ 19 ] [ 20 ] [ 21 ] [ 22 ]                                                                              |
| 8    | 삼성동 아이파크 타워 웨스트윙동 |      | 삼성동 | 197m | 46층 | 2004년    | [ 23 ] [ 24 ] [ 25 ] [ 22 ]                                                                              |
| 9=   | 삼성 타워팰리스 2차 E동         |      | 도곡동 | 191m | 55층 | 2003년    | [ 26 ] [ 27 ] [ 28 ]                                                                                     |
| 9=   | 삼성 타워팰리스 2차 F동         |      | 도곡동 | 191m | 55층 | 2003년    | [ 29 ] [ 30 ] [ 31 ]                                                                                     |
| 11   | 파르나스 타워                   |      | 삼성동 | 183m | 40층 | 2016년    | [ 32 ] [ 33 ] [ 34 ]                                                                                     |
| 12   | 삼성동 아이파크 타워 이스트윙동 |      | 삼성동 | 179m | 45층 | 2002년    | [ 35 ] [ 36 ] [ 22 ]                                                                                     |
| 13   | 아셈 타워                       |      | 삼성동 | 176m | 41층 | 2000년    | [ 37 ] [ 38 ] [ 39 ]                                                                                     |
| 14   | GS타워                          |      | 역삼동 | 173m | 38층 | 1999년    | 외국에서는 LG 강남타워(LG Gangnam Tower)라고 부르지만 과거에도 그렇게 불렀다.                            |
| 15   | 아카데미 스위트 타워            |      | 도곡동 | 168m | 51층 | 2004년    | [ 43 ] [ 44 ] [ 45 ]                                                                                     |
| 16   | 삼성 타워팰리스 1차 D동         |      | 도곡동 | 164m | 42층 | 2002년    | [ 46 ] [ 47 ] [ 48 ]                                                                                     |
| 17=  | 아크로빌 타워 1동               |      | 도곡동 | 163m | 46층 | 1999년    | [ 49 ] [ 50 ] [ 51 ]                                                                                     |
| 17=  | 아크로빌 타워 2동               |      | 도곡동 | 163m | 46층 | 1999년    | [ 52 ] [ 53 ] [ 54 ]                                                                                     |
| 19=  | 센터필드 웨스트타워             |      | 역삼동 | 159m | 36층 | 2020년    | [ 55 ]                                                                                                   |
| 19=  | 센터필드 이스트타워             |      | 역삼동 | 159m | 35층 | 2020년    | [ 55 ]                                                                                                   |
| 21   | DB금융센터                      |      | 대치동 | 154m | 35층 | 2001년    | [ 56 ] [ 57 ] [ 58 ]                                                                                     |
| 22   | 포스코센터 동관동               |      | 대치동 | 151m | 31층 | 1995년    | [ 59 ]                                                                                                   |
| 23   | 메리츠타워                      |      | 역삼동 | 143m | 29층 | 2007년    | [ 60 ]                                                                                                   |
| 24   | 밀레니엄빌딩                    |      | 역삼동 | 136m | 31층 | 1999년    | [ 61 ]                                                                                                   |
| 25=  | 역삼 포스코타워                 |      | 역삼동 | 132m | 27층 | 2003년    | [ 62 ]                                                                                                   |
| 25=  | 도곡 대림 아크로텔              |      | 도곡동 | 132m | 32층 | 1999년    | [ 63 ]                                                                                                   |
| 27   | 개포자이 프레지던스 419동       |      | 개포동 | 120m | 36층 | 2023년    | [ 64 ]                                                                                                   |
| 28=  | 개포자이 프레지던스 420동       |      | 개포동 | 118m | 35층 | 2023년    | [ 65 ]                                                                                                   |
| 28=  | 글라스 타워                     |      | 대치동 | 118m | 32층 | 1995년    | [ 66 ]                                                                                                   |
| 28=  | 오크우드 프리미어 코엑스센터    |      | 삼성동 | 118m | 26층 | 2000년    | [ 67 ]                                                                                                   |
| 31=  | 개포자이 프레지던스 418동       |      | 개포동 | 115m | 34층 | 2023년    | [ 68 ]                                                                                                   |
| 31=  | 개포자이 프레지던스 425동       |      | 개포동 | 115m | 34층 | 2023년    | [ 69 ]                                                                                                   |
| 31=  | 개포자이 프레지던스 426동       |      | 개포동 | 115m | 34층 | 2023년    | [ 70 ]                                                                                                   |
| 34   | 루카831                         |      | 역삼동 | 114m | 29층 | 2024년    | [ 71 ]                                                                                                   |
| 35   | 도심공항타워                    |      | 삼성동 | 114m | 26층 | 2002년    | [ 72 ]                                                                                                   |
| 36=  | 디에이치 자이 개포 804동        |      | 개포동 | 112m | 35층 | 2021년    | [ 73 ]                                                                                                   |
| 36=  | 디에이치 자이 개포 811동        |      | 개포동 | 112m | 35층 | 2021년    | [ 74 ]                                                                                                   |
| 36=  | 디에이치 자이 개포 812동        |      | 개포동 | 112m | 35층 | 2021년    | [ 75 ]                                                                                                   |
| 36=  | 디에이치 자이 개포 814동        |      | 개포동 | 112m | 35층 | 2021년    | [ 76 ]                                                                                                   |
| 36=  | 인터컨티넨탈 서울 코엑스        |      | 삼성동 | 112m | 30층 | 1999년    | [ 77 ] [ 78 ]                                                                                            |
| 36=  | 두산 랜드마크타워               |      | 개포동 | 112m | 23층 | 2004년    | [ 79 ]                                                                                                   |
| 42   | 그랜드 인터컨티넨탈 서울        |      | 삼성동 | 111m | 34층 | 1989년    | [ 80 ] [ 81 ]                                                                                            |
| 43=  | 개포자이 프레지던스 417동       |      | 개포동 | 110m | 32층 | 2023년    | [ 82 ]                                                                                                   |
| 44=  | 강남 N타워                      |      | 역삼동 | 110m | 24층 | 2018년    | [ 83 ]                                                                                                   |
| 44=  | SI타워                          |      | 역삼동 | 108m | 25층 | 1999년    | [ 84 ]                                                                                                   |
| 44=  | 현대비젼 21                     |      | 도곡동 | 108m | 27층 | 1999년    | [ 85 ]                                                                                                   |
| 47   | 퍼시픽타워                      |      | 삼성동 | 107m | 23층 | 1993년    | [ 86 ]                                                                                                   |
| 48=  | 디에이치 아너힐즈 318동         |      | 개포동 | 106m | 33층 | 2019년    | [ 87 ]                                                                                                   |
| 48=  | 디에이치 아너힐즈 320동         |      | 개포동 | 106m | 33층 | 2019년    | [ 88 ]                                                                                                   |
| 48=  | 디에이치 자이 개포 803동        |      | 개포동 | 106m | 33층 | 2021년    | [ 89 ]                                                                                                   |
| 48=  | 디에이치 자이 개포 805동        |      | 개포동 | 106m | 33층 | 2021년    | [ 90 ]                                                                                                   |
| 48=  | 디에이치 자이 개포 813동        |      | 개포동 | 106m | 33층 | 2021년    | [ 91 ]                                                                                                   |
| 48=  | 디에이치 자이 개포 810동        |      | 개포동 | 106m | 33층 | 2021년    | [ 92 ]                                                                                                   |
| 48=  | 한국기술센터                    |      | 역삼동 | 106m | 22층 | 2002년    | [ 93 ]                                                                                                   |
| 55=  | 개포자이 프레지던스 421동       |      | 개포동 | 105m | 30층 | 2023년    | [ 94 ]                                                                                                   |
| 55=  | 디에이치 자이 개포 813동        |      | 개포동 | 105m | 33층 | 2021년    | [ 95 ]                                                                                                   |
| 55=  | 캐피탈타워                      |      | 역삼동 | 105m | 24층 | 1998년    | [ 96 ]                                                                                                   |
| 55=  | 래미안 대치팰리스 106동         |      | 대치동 | 105m | 35층 | 2015년    | [ 97 ]                                                                                                   |
| 55=  | 래미안 대치팰리스 109동         |      | 대치동 | 105m | 35층 | 2015년    | [ 98 ]                                                                                                   |
| 55=  | 래미안 대치팰리스 202동         |      | 대치동 | 105m | 35층 | 2015년    | [ 99 ]                                                                                                   |
| 55=  | 우성캐릭터199 오피스텔          |      | 도곡동 | 105m | 31층 | 1998년    | [ 100 ]                                                                                                  |
| 55=  | 우성캐릭터199 1동               |      | 도곡동 | 105m | 31층 | 1998년    | [ 101 ]                                                                                                  |
| 55=  | 우성캐릭터199 2동               |      | 도곡동 | 105m | 31층 | 1998년    | [ 102 ]                                                                                                  |
| 55=  | 청담자이 104동                  |      | 청담동 | 105m | 31층 | 2011년    | [ 103 ]                                                                                                  |
| 65=  | 케이티앤지타워                  |      | 대치동 | 104m | 20층 | 1998년    | [ 104 ]                                                                                                  |
| 65=  | 청담자이 102동                  |      | 청담동 | 104m | 35층 | 2011년    | [ 105 ]                                                                                                  |
| 65=  | 청담자이 105동                  |      | 청담동 | 104m | 35층 | 2011년    | [ 106 ]                                                                                                  |
| 68=  | 래미안 블레스티지 212동         |      | 개포동 | 103m | 35층 | 2019년    | [ 107 ]                                                                                                  |
| 68=  | 래미안 블레스티지 213동         |      | 개포동 | 103m | 35층 | 2019년    | [ 108 ]                                                                                                  |
| 70=  | 개포자이 프레지던스 411동       |      | 개포동 | 102m | 29층 | 2023년    | [ 109 ]                                                                                                  |
| 70=  | 개포자이 프레지던스 428동       |      | 개포동 | 102m | 29층 | 2023년    | [ 110 ]                                                                                                  |
| 70=  | 개포 래미안 포레스트 114동      |      | 개포동 | 102m | 35층 | 2020년    | [ 111 ]                                                                                                  |
| 70=  | 개포 래미안 포레스트 115동      |      | 개포동 | 102m | 35층 | 2020년    | [ 112 ]                                                                                                  |
| 70=  | 래미안 대치팰리스 112동         |      | 개포동 | 102m | 34층 | 2015년    | [ 113 ]                                                                                                  |
| 70=  | 래미안 대치팰리스 204동         |      | 개포동 | 102m | 34층 | 2015년    | [ 114 ]                                                                                                  |
| 70=  | 골든타워                        |      | 삼성동 | 102m | 20층 | 1995년    | [ 115 ]                                                                                                  |
| 70=  | KB손해보험 강남사옥             |      | 역삼동 | 102m | 20층 | 1995년    | [ 116 ]                                                                                                  |
| 78=  | 래미안 블레스티지 215동         |      | 개포동 | 101m | 34층 | 2019년    | [ 117 ]                                                                                                  |
| 78=  | 개포 래미안 포레스트 124동      |      | 개포동 | 101m | 35층 | 2020년    | [ 118 ]                                                                                                  |
| 80=  | 파크 하얏트 서울                |      | 대치동 | 100m | 24층 | 2005년    | [ 119 ]                                                                                                  |
| 80=  | 개포 래미안 포레스트 119동      |      | 개포동 | 100m | 34층 | 2020년    | [ 120 ]                                                                                                  |

## 미완공 마천루

### 공사중인 마천루
이 목록은 현재 서울특별시 강남구에서 공사가 진행중인 마천루이다.
| 이름                   | 상태     | 위치   | 높이 | 층수  | 완공 예정  | 비고 |
| ---------------------- | -------- | ------ | ---- | ----- | ---------- | --- |
| 글로벌비즈니스센터     | 공사중단 | 삼성동 | 569m | 105층 | 2030년     | 그룹의 강남구에 이어 서울에서 가장 높은 빌딩이다. 소속 그룹 롯데월드타워에 이어 대한민국에서 가장 높은 곳으로 가본다. 이 569미터, 1866피트 재설계는 타워 105층과 35층은 취소되었다. 강남구에 55층 이상 마천루를 추진했는데 55층 이하 마천루를 추진하고 있다. 완공되면 서울특별시 강남구에서 가장 높은 사무용 건물이 된다. 그리고 현대그룹 등 기업들이 입주한다. 그리고 현대그룹 등 기업들이 입주한다. 그리고 현대그룹 등 기업들이 입주한다. |
| 현대차 컨벤션 호텔     | 공사중단 | 삼성동 | 193m | 35층  | 2028년     | 완공되면 대한민국에서 가장 높은 호텔이 된다. 완공되면 서울특별시에서 가장 높은 호텔이 된다. 완공되면 서울특별시 강남구에서 가장 높은 호텔이 된다. 서울특별시 강남구에 지어지는 193m 이상 호텔이다. |
| 더갤러리832            | 공사중   | 역삼동 | 131m | 37층  | 2026년 1월 | |
| 루시아청담 546 더 리버 | 공사중   | 청담동 | 110m | 29층  | 2027년 8월 | |
| 리카르디 아스턴 청담   | 공사중   | 청담동 | 105m | 20층  | 2026년     | |

### 계획중인 마천루
이 목록은 현재 서울특별시 강남구에서 계획이 진행중인 마천루이다.
| 이름                   | 위치   | 높이 | 층수 | 완공 예정 | 비고    |
| ---------------------- | ------ | ---- | ---- | --------- | ------- |
| 역삼동 상록회관 재건축 | 역삼동 | 452m | 88층 | -         | [ 124 ] |

### 승인 또는 제안된 마천루
이 목록은 현재 서울특별시 강남구에서 건설이 승인 또는 제안된 195m 이상의 마천루이다.
| 이름                             | 위치   | 높이 | 층수 | 완공 예정 | 비고 |
| -------------------------------- | ------ | ---- | ---- | --------- | ---- |
| 강남 르메르디앙 호텔 부지 개발 1 | 역삼동 | 195m | 31층 | -         | 제안 |
| 강남 르메르디앙 호텔 부지 개발 2 | 역삼동 | 195m | 31층 | -         | 제안 |

### 취소된 마천루
이 목록은 서울특별시 강남구에서 건설이 취소된 마천루 목록이다.
| 이름                    | 위치   | 높이 | 층수  | 취소 사유                                                 |
| ----------------------- | ------ | ---- | ----- | --------------------------------------------------------- |
| 그린 게이트 웨이 타워 1 | 삼성동 | 600m | 113층 |                                                           |
| 삼성 시너지 타워        | 도곡동 | 450m | 111층 | (도곡동 주민 반발, IMF사태로 인해 취소) 타워팰리스로 대체 |
| 그린 게이트 웨이 타워 2 | 삼성동 | 400m | 75층  |                                                           |
| 그린 게이트 웨이 타워 3 | 삼성동 | 235m | 50층  |                                                           |

## 역대 최고층 마천루
1988년부터 현재까지의 대한민국 서울특별시 강남구의 최고층 마천루 목록이다.
| 시기            | 이름                    | 사진 | 위치   | 높이 | 층수 | 완공 연도 | 비고                                                            |
| --------------- | ----------------------- | ---- | ------ | ---- | ---- | --------- | --------------------------------------------------------------- |
| 1988년 ~ 2002년 | 트레이드 타워           |      | 삼성동 | 229m | 54층 | 1988년    | 완공 당시부터 2002년까지 강남구에서 가장 높은 마천루이었다.     |
| 2002년 ~ 2004년 | 삼성 타워팰리스 1차 B동 |      | 도곡동 | 234m | 65층 | 2002년    | 완공 당시부터 2004년까지 강남구에서 가장 높은 마천루이었다.     |
| 2004년 ~ 현재   | 삼성 타워팰리스 3차 G동 |      | 도곡동 | 264m | 69층 | 2004년    | 현재 강남구에서 가장 높은 마천루이며 동시에 가장 높은 아파트다. |

## 같이 보기
- 서울특별시
- 강남구
- 마천루 목록
- 아시아의 마천루 목록
- 대한민국의 마천루 목록
- 서울특별시의 마천루 목록